# Carlo Crotti
Carlo Crotti (ur. 9 września 1900 w Costa Vescovato; zm. w 1963 w Tortonie) – włoski piłkarz, grający na pozycji napastnika, trener piłkarski.

## Kariera piłkarska
W 1919 rozpoczął karierę piłkarską w drużynie Novara. W 1922 przeszedł do Derthony, a w 1925 wrócił do Novary. W latach 1928–1931 bronił barw Juventusu, z którym zdobył mistrzostwo Włoch. Następnie do 1934 roku grał ponownie w Derthonie.

## Kariera trenerska
Od 1932 roku jeszcze będąc piłkarzem Derthony prowadził równoległe Parmę. W latach 1935–1938 i 1948 stał na czele Derthony.

## Sukcesy i odznaczenia

### Sukcesy klubowe
Juventus
- mistrz Włoch: 1930/31